# Bad Holzhausen
Bad Holzhausen (bis 2007 Holzhausen) ist ein Stadtteil der Stadt Preußisch Oldendorf im Kreis Minden-Lübbecke in Nordrhein-Westfalen.

## Geographie
Bad Holzhausen liegt etwa vier Kilometer südöstlich von Preußisch Oldendorf am Fuße des Wiehengebirges (genauer: am Limberg), direkt am Naturpark Nördlicher Teutoburger Wald-Wiehengebirge. Durch den Ort fließt die Große Aue.

## Geschichte

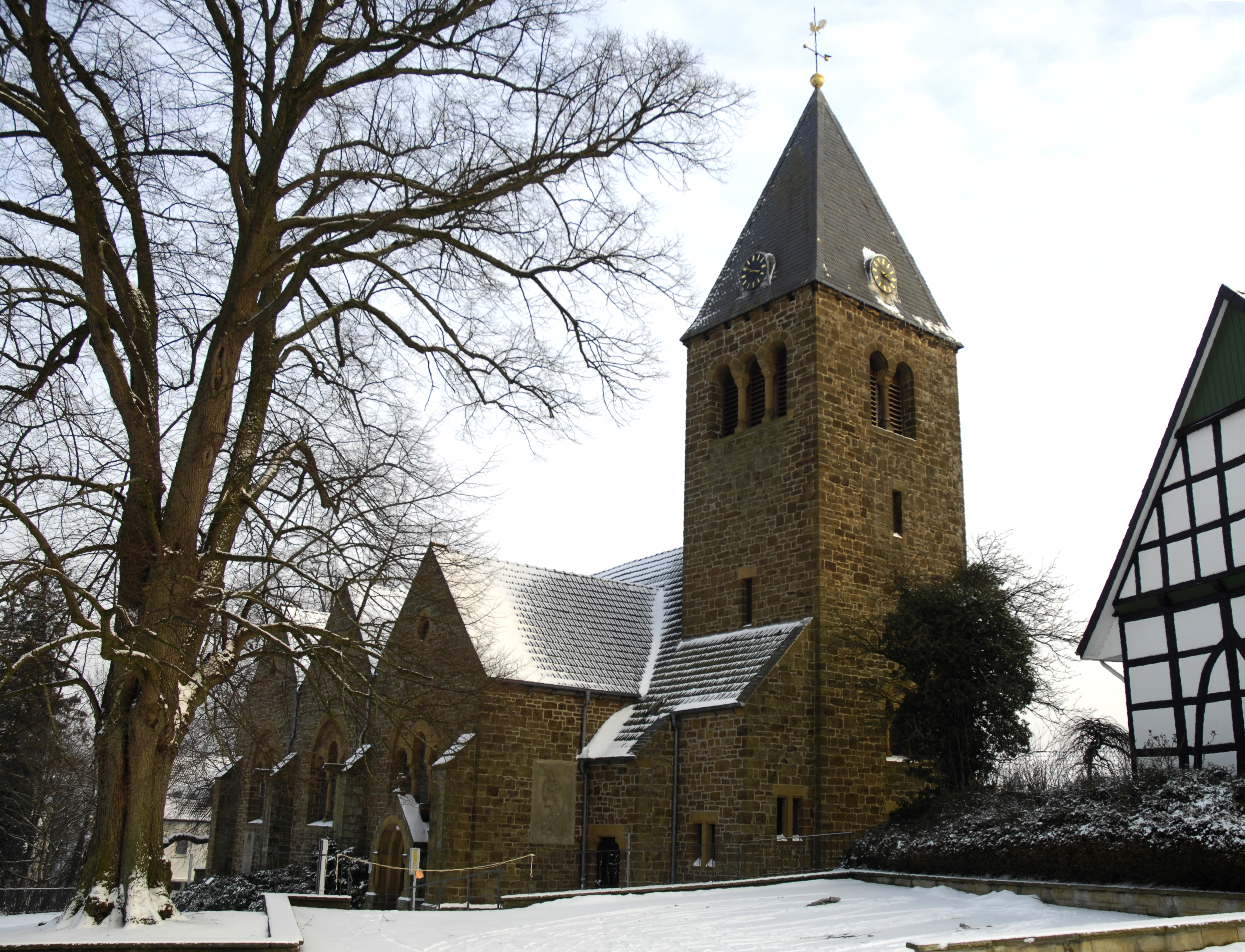
Evang. Kirche in Bad Holzhausen im Januar 2010

Karte von Bad Holzhausen mit der heutigen Grenze und der abweichenden Grenze von vor 1973.

Im Jahre 1033 wurde Holzhausen erstmals in einer Urkunde Kaiser Konrads II. erwähnt. Das Kirchdorf Holzhausen und die Bauerschaft Heddinghausen gehörten bis zur Franzosenzeit zur Vogtei Oldendorf im Amt Limberg der Grafschaft Ravensberg. Von 1807 bis 1810 gehörten die beiden Orte zum Kanton Oldendorf des napoleonischen Satellitenstaats Königreich Westphalen. Von 1811 bis 1813 gehörten Holzhausen und Heddinghausen unmittelbar zu Frankreich und bildeten dort die Mairie Holzhausen im Arrondissement Minden des Departements der Oberen Ems.
1816 kamen Holzhausen und Heddinghausen zum Kreis Rahden, aus dem 1832 der Kreis Lübbecke wurde. 1843 wurde aus den Ortschaften Holzhausen und Heddinghausen die Landgemeinde Holzhausen gebildet, die bis 1890 gleichzeitig ein eigenes Amt bildete. Es wurde vom Amt Oldendorf in Personalunion mitverwaltet. Danach verlor es des Amtsstatus und wurde als Gemeinde Teil des Amtes Preußisch Oldendorf.
Am 1. Januar 1973 wurde Holzhausen durch das Bielefeld-Gesetz ein Stadtteil Preußisch Oldendorfs. Hierbei kam es zu kleineren Gebietsveränderung: im Süden kamen rund 30 Hektar unbewohnte Flächen des Wiehengebirges südlich des Gebirgskamms (überwiegend Wald) zum Ortsteil Oberbauerschaft der neuen Gemeinde Hüllhorts. Im Westen kamen rund 15 Hektar überwiegend landwirtschaftliche Flächen mit einem Wohnhaus an den Stadtteil Obermehnen, der Stadt Lübbecke. Gleichzeitig erhielt Holzhausen im Nordosten von der ehemaligen Gemeinde Blasheim einen Gebietsstreifen von über 100 Hektar landwirtschaftlicher Nutzfläche und Siedlungsfläche mit rund 250 Einwohnern.
Seit Dezember 2007 ist der Ort ein staatlich anerkanntes Heilbad und führt seitdem den Namenszusatz „Bad“.

### Einwohnerentwicklung
| Jahr | Einwohner | Quellen |
| ---- | --------- | ------- |
| 1885 | 858       | [ 7 ]   |
| 1910 | 1521      | [ 8 ]   |
| 1925 | 1567      | [ 9 ]   |
| 1933 | 1675      | [ 9 ]   |
| 1939 | 1709      | [ 9 ]   |
| 1961 | 2380      | [ 5 ]   |
| 1970 | 2467      | [ 5 ]   |
| 1972 | 2508      | [ 10 ]  |
| 1973 | 2503      | [ 10 ]  |
| 2007 | 3514      | [ 11 ]  |
| 2011 | 2338      | [ 1 ]   |

## Kultur und Sehenswürdigkeiten

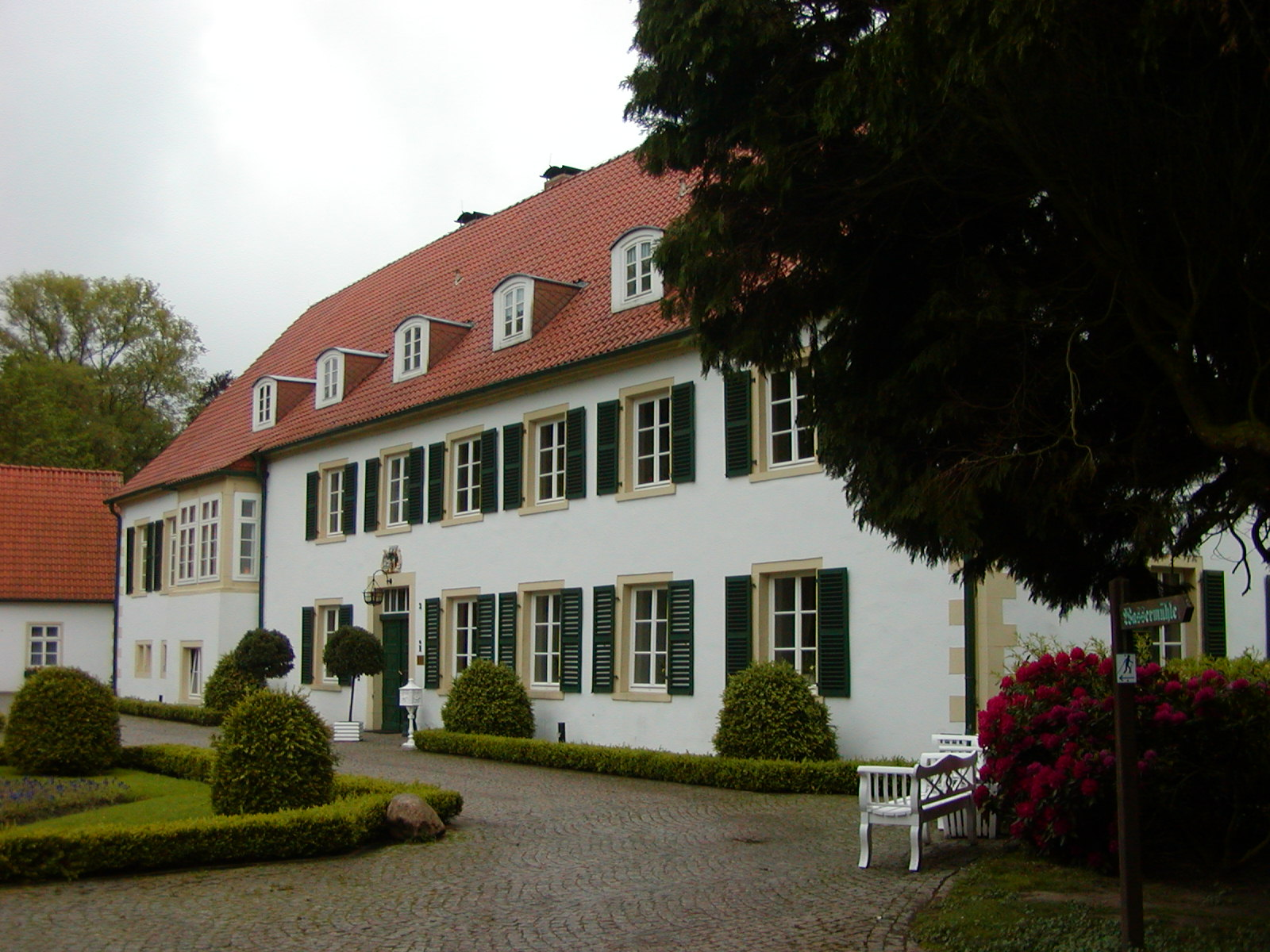
Haus des Gastes

Im zirka fünf Hektar großen Kurpark liegt das ehemalige Rittergut Holzhausen aus dem Jahr 1529, das seit 1981 als Haus des Gastes dient.
Ebenfalls im Kurpark liegt die Gutswassermühle Holzhausen-Hudenbeck.
Rund 1,5 Kilometer südlich von Bad Holzhausen liegt das Schloss Crollage.
Die zwischen 1200 und 1250 errichtete Kirche in Bad Holzhausen wurde 1906 im neugotischen Stil erneuert.

## Verkehr
Die L 557 trifft in Bad Holzhausen auf die durch den Ort verlaufende B 65.

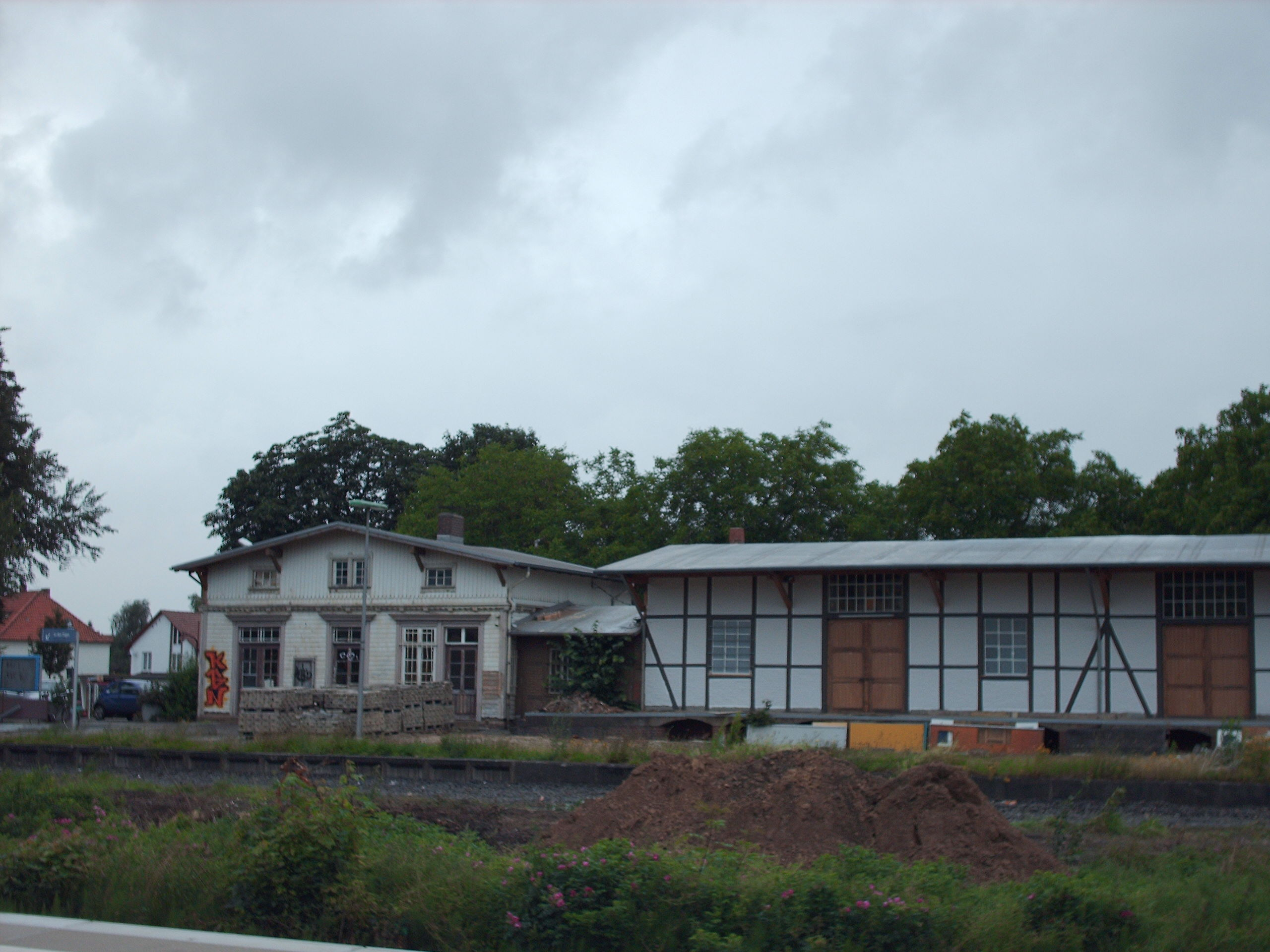
Bahnhof Bad Holzhausen

Durch den Bahnhof Bad Holzhausen besteht Zugang zur Bahnstrecke Bassum–Herford. Die Nahverkehrszüge fahren dort in der Relation Bünde–Rahden. Auf dem früher weiterführenden Gleisabschnitt von Rahden nach Bassum wurde der Zugverkehr in den 1990er Jahren eingestellt. Mittlerweile ist dieser Streckenabschnitt stillgelegt. Auf der Strecke verkehrt das Eisenbahnverkehrsunternehmen Eurobahn mit Sitz in Düsseldorf.

## Persönlichkeiten
- Johann Heinrich Volkening (1796–1877), evangelischer pietistischer Theologe